# Ectopoides brevicornis
Ectopoides brevicornis là một loài tò vò trong họ Ichneumonidae.